# Hoa Kỳ và vũ khí hủy diệt hàng loạt
Hoa Kỳ được biết là một quốc gia sở hữu ba loại vũ khí hủy diệt hàng loạt: vũ khí hạt nhân, vũ khí hóa học và vũ khí sinh học. Đồng thời, cũng là quốc gia duy nhất từng sử dụng vũ khí hạt nhân lên một quốc gia khác khi cho nổ hai quả bom nguyên tử xuống hai thành phố là Hiroshima và Nagasaki của Nhật Bản trong Chiến tranh thế giới thứ hai. Quốc gia này đã bí mật phát triển dạng vũ khí nguyên tử đầu tiên trong những năm 1940 với tên gọi "Dự án Manhattan". Hoa Kỳ đi tiên phong trong việc phát triển cả phân hạch hạt nhân và vũ khí nhiệt hạch (loại thứ hai liên quan đến phản ứng tổng hợp hạt nhân). Đây là cường quốc hạt nhân đầu tiên và duy nhất trên thế giới trong 4 năm, từ 1945 đến 1949, khi Liên Xô thành công sản xuất vũ khí hạt nhân cho riêng mình. Hiện nay, Hoa Kỳ có số lượng vũ khí hạt nhân lớn thứ hai trên thế giới, sau Liên bang Nga.

## Vũ khí hạt nhân

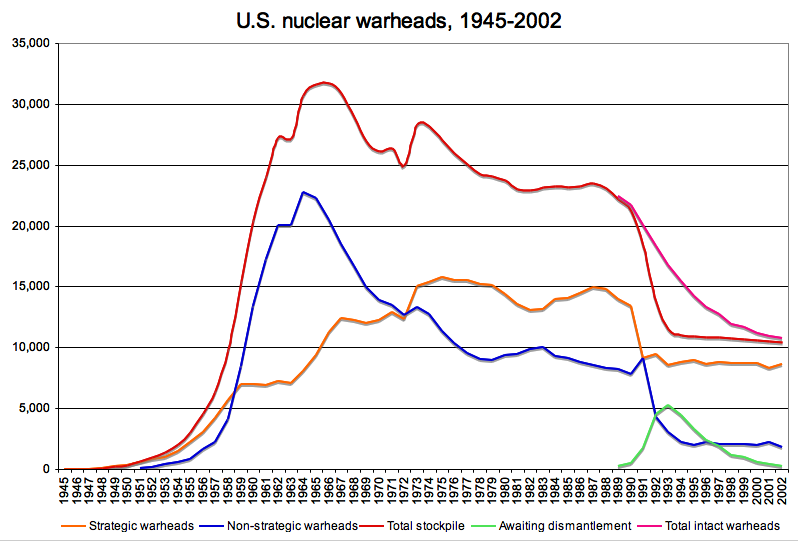
Kho dự trữ đầu đạn hạt nhân của Mỹ, 1945–2002.

Hoa Kỳ đã hai lần sử dụng vũ khí hạt nhân trong chiến tranh là hai vụ đánh bom đã được Hoa Kỳ sử dụng nhằm chống lại Đế quốc Nhật Bản trong chiến tranh thế giới thứ hai đó là sự kiện thả bom nguyên tử xuống Hiroshima và Nagasaki. Tổng cộng, hai vụ đánh bom đã giết chết 105.000 người và làm bị thương hàng nghìn người khác ngoài ra còn tàn phá hàng trăm hoặc hàng ngàn căn cứ quân sự, nhà máy và tiểu thủ công nghiệp. Những quả bom hạt nhân còn có tác động thời gian dài sau vụ nổ.
Sau đó, Hoa Kỳ đã tiến hành một chương trình thử nghiệm hạt nhân rộng rãi. 1054 cuộc thử nghiệm đã được tiến hành từ năm 1945 đến năm 1992. Số lượng chính xác thiết bị hạt nhân được kích nổ là không rõ ràng vì một số cuộc thử nghiệm liên quan đến nhiều thiết bị trong khi một số thiết bị không phát nổ hoặc được thiết kế để không tạo ra vụ nổ hạt nhân. Vụ thử hạt nhân cuối cùng của Hoa Kỳ là vào ngày 23 tháng 9 năm 1992; Hoa Kỳ đã ký nhưng chưa phê chuẩn Hiệp ước cấm thử hạt nhân toàn diện.
Hiện tại, kho vũ khí hạt nhân của Hoa Kỳ được triển khai trong ba lĩnh vực:
- Tên lửa đạn đạo liên lục địa trên đất liền, hoặc ICBM;
- Tên lửa đạn đạo phóng từ tàu ngầm hạt nhân hoặc SLBM trên biển;
- Vũ khí hạt nhân trên không từ nhóm máy bay ném bom hạng nặng của Không quân Hoa Kỳ;

Hoa Kỳ là một trong năm "Quốc gia sở hữu vũ khí hạt nhân" theo Hiệp ước không phổ biến vũ khí hạt nhân mà Hoa Kỳ đã phê chuẩn vào năm 1968. Vào ngày 13 tháng 10 năm 1999, Thượng viện Hoa Kỳ đã bác bỏ việc phê chuẩn Hiệp ước cấm thử nghiệm toàn diện, trước đó đã phê chuẩn Hiệp ước cấm thử nghiệm một phần vào năm 1963. Tuy nhiên, Hoa Kỳ đã không thử vũ khí hạt nhân kể từ năm 1992, mặc dù nước này đã thử nghiệm nhiều thành phần phi hạt nhân và đã phát triển các siêu máy tính mạnh mẽ để sao chép kiến thức thu được từ thử nghiệm mà không cần tiến hành thử nghiệm thực tế hay tự kiểm tra.
Vào đầu những năm 1990, Hoa Kỳ đã ngừng phát triển vũ khí hạt nhân mới và dành phần lớn nỗ lực hạt nhân của mình vào việc quản lý kho dự trữ, duy trì và tháo dỡ kho vũ khí hiện đã cũ của mình. Chính quyền của George W. Bush đã quyết định vào năm 2003 tham gia nghiên cứu hướng tới một thế hệ vũ khí hạt nhân nhỏ mới, đặc biệt là "xuyên trái đất". Ngân sách được Quốc hội Hoa Kỳ thông qua năm 2004 đã loại bỏ tài trợ cho một số nghiên cứu này, bao gồm cả vũ khí "phá hầm hoặc xuyên lòng đất".
Số lượng vũ khí hạt nhân chính xác mà Hoa Kỳ sở hữu rất khó xác định. Các hiệp ước và tổ chức khác nhau có các tiêu chí khác nhau để báo cáo vũ khí hạt nhân, đặc biệt là những vũ khí dự trữ và những vũ khí đang được tháo dỡ hoặc xây dựng lại:
- Trong tuyên bố Hiệp ước Cắt giảm Vũ khí Chiến lược (START) năm 2003, Hoa Kỳ đã liệt kê 5968 đầu đạn được triển khai theo quy định của START.
- Con số chính xác tính đến ngày 30 tháng 9 năm 2009 là 5.113 đầu đạn, theo một tờ báo của Hoa Kỳ công bố ngày 3 tháng 5 năm 2010.

Vào năm 2002, Hoa Kỳ và Nga đã đồng ý trong hiệp ước Strategic Offensive Reductions Treaty (SHORT) giảm kho dự trữ đã triển khai của họ xuống không quá 2.200 đầu đạn mỗi bên. Năm 2003, Hoa Kỳ từ chối đề xuất của Nga tiếp tục giảm kho dự trữ hạt nhân của cả hai quốc gia xuống còn 1.500 mỗi kho. Năm 2007, lần đầu tiên sau 15 năm, Mỹ chế tạo đầu đạn hạt nhân mới. Chúng thay thế một số đầu đạn cũ hơn như một phần của chương trình nâng cấp Minuteman III. Năm 2007 cũng chứng kiến những tên lửa Minuteman III đầu tiên được loại bỏ khỏi biên chế như một phần của quá trình hạ nhiệt. Nhìn chung, các kho dự trữ và hệ thống triển khai tiếp tục giảm về số lượng theo các điều khoản của hiệp ước START mới.
Vào năm 2014, Bulletin of the Atomic Scientists đã công bố một báo cáo, cho biết có tổng cộng 2.530 đầu đạn được dự trữ và 2.120 đầu đạn được triển khai tích cực. Trong số các đầu đạn được triển khai tích cực, số lượng đầu đạn chiến lược là 1.920 (đã trừ 200 chiếc B61 theo thỏa thuận chia sẻ vũ khí hạt nhân của NATO). Số lượng đầu đạn bị vô hiệu hóa tích cực nằm ở khoảng 2.700 đầu đạn, nâng tổng số đầu đạn của Hoa Kỳ lên khoảng 7.400 đầu đạn.
Chính phủ Hoa Kỳ quyết định không ký hiệp ước của Liên Hợp Quốc về Cấm Vũ khí Hạt nhân, một thỏa thuận ràng buộc cho các cuộc đàm phán nhằm loại bỏ hoàn toàn vũ khí hạt nhân, được hỗ trợ bởi hơn 120 quốc gia.
Tính đến đầu năm 2019, hơn 90% trong số 13.865 vũ khí hạt nhân trên thế giới thuộc sở hữu của Hoa Kỳ và Nga.

## Vũ khí sinh học

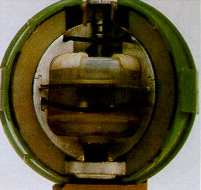
Bom sinh học nhỏ E120, được phát triển trước khi Hoa Kỳ phê chuẩn Công ước vũ khí sinh học.

Chương trình vũ khí sinh học của Hoa Kỳ được khởi xướng bởi Tổng thống Franklin Roosevelt và Bộ trưởng Chiến tranh Hoa Kỳ vào tháng 10 năm 1941. Một cơ sở sản xuất được xây dựng tại Terre Haute, Indiana, nhưng thử nghiệm với tác nhân lành tính cho thấy cơ sở bị nhiễm bẩn nên không có hoạt động sản xuất nào diễn ra trong Chiến tranh thế giới thứ hai.
Chính phủ và quân đội Hoa Kỳ được biết đến với việc sử dụng dân thường để kiểm tra tác động của vũ khí sinh học. Năm 1950, Hải quân Hoa Kỳ đã tiến hành một thí nghiệm bí mật đối với dân thường của Khu vực Vịnh San Francisco trong Chiến dịch Sea-Spray, trong đó hơn 800.000 dân thường đã vô tình bị phun mầm bệnh. Điều này dẫn đến ít nhất một cái chết và hệ sinh thái đã bị thay đổi không thể đảo ngược.
Năm 1951, quân đội Hoa Kỳ cũng đã thả các bào tử nấm tại Trung tâm Cung cấp Hải quân Norfolk cho các công nhân người Mỹ gốc Phi để xem họ có dễ bị nhiễm mầm bệnh hơn người da trắng hay không. Năm 1966, chính phủ Hoa Kỳ đã thả Bacillus globigii lên Tàu điện ngầm New York để nghiên cứu cách dân thường bị sử dụng để phát tán mầm bệnh. Người ta tuyên bố rằng nhiều người trong số những người bị phơi nhiễm sau đó đã được phát hiện có các tình trạng y tế lâu dài mà quân đội đã phủ nhận nguyên nhân.
Chính phủ Hoa Kỳ tiếp tục các thí nghiệm tương tự đối với dân thường ở các thành phố khác trên khắp liên bang cho đến đầu những năm 1970.
Cơ sở Dugway Proving Ground ở Utah, khai trương năm 1942, cho đến ngày nay là nơi thử nghiệm và lưu trữ vũ khí sinh học. Năm 1968, cơ sở này đã đầu độc 6.000 con cừu bằng chất độc thần kinh VX. Cơ sở rộng 800.000 mẫu Anh được cho là đã vũ khí hóa bọ chét, muỗi, cũng như tiến hành các thí nghiệm trên cả động vật và người.
Một cơ sở sản xuất tiên tiến hơn được xây dựng ở Pine Bluff, Arkansas, nơi bắt đầu sản xuất các tác nhân sinh học vào năm 1954. Fort Detrick, Maryland, sau này trở thành cơ sở sản xuất cũng như một địa điểm nghiên cứu để Hoa Kỳ phát triển vũ khí sinh học chống nhân sự và chống mùa màng. Một số hệ thống triển khai đã được phát triển bao gồm bình xịt trên không, bình xịt aerosol, lựu đạn, đầu đạn tên lửa và bom chùm.
Vào giữa năm 1969, Vương quốc Anh và Khối Warsaw đã đưa ra các đề xuất riêng rẽ với Liên Hợp Quốc về cấm vũ khí sinh học, nó đã dẫn đến một hiệp ước vào năm 1972. Hoa Kỳ đã hủy bỏ chương trình vũ khí sinh học tấn công của mình theo sắc lệnh hành pháp vào tháng 11 năm 1969 (đối với vi sinh vật) và tháng 2 năm 1970 (đối với chất độc) và ra lệnh tiêu hủy tất cả vũ khí sinh học tấn công, diễn ra từ tháng 5 năm 1971 đến tháng 2 năm 1973. Hoa Kỳ phê chuẩn Nghị định thư Genève ngày 22 tháng 1 năm 1975. Hoa Kỳ phê chuẩn Công ước Vũ khí sinh học (BWC) đã ký có hiệu lực vào tháng 3 năm 1975.[Kissinger 1969]
Viện nghiên cứu bệnh truyền nhiễm của quân đội Hoa Kỳ, đặt tại Fort Detrick, sản xuất một lượng nhỏ tác nhân sinh học, để sử dụng trong nghiên cứu phòng thủ vũ khí sinh học. Theo chính phủ Hoa Kỳ, nghiên cứu này được thực hiện đầy đủ theo BWC.

Vào tháng 9 năm 2001, ngay sau vụ tấn công ngày 11 tháng 9 vào Hoa Kỳ, đã có một loạt vụ tấn công bằng bệnh than nhằm vào các văn phòng truyền thông Hoa Kỳ và Thượng viện Hoa Kỳ khiến 5 người thiệt mạng. Bệnh than được sử dụng trong các cuộc tấn công là chủng Ames, lần đầu tiên được nghiên cứu tại Fort Detrick và sau đó được phân phối cho các phòng thí nghiệm khác trên khắp thế giới.

## Vũ khí hóa học
Trong chiến tranh thế giới thứ nhất, Hoa Kỳ có các chương trình vũ khí hóa học, nơi sản xuất vũ khí hóa học của riêng mình, bao gồm phosgene và khí mù tạt. Hoa Kỳ chỉ tạo ra khoảng 4% tổng số vũ khí hóa học được sản xuất cho cuộc chiến lúc đó và chỉ hơn 1% vũ khí hiệu quả nhất của thời đại, khí mù tạt. (Quân đội Hoa Kỳ chịu ít hơn 6% thương vong về khí đốt.) Mặc dù Hoa Kỳ đã bắt đầu sản xuất Lewisite quy mô lớn, để sử dụng cho một cuộc tấn công được lên kế hoạch vào đầu năm 1919, nhưng Lewisite đã không được triển khai trong chiến tranh thế giới thứ nhất. Hoa Kỳ cũng đã thành lập một đơn vị đặc biệt, Trung đoàn khí đốt số 1, đã sử dụng phosgene trong các cuộc tấn công sau khi được triển khai tới Pháp.
Vũ khí hóa học không được Đồng minh hoặc Đức sử dụng trong chiến tranh thế giới thứ hai vì mục đích quân sự, nhưng những vũ khí tương tự đã được triển khai đến châu Âu bởi Hoa Kỳ. Năm 1943, máy bay ném bom của Đức tấn công cảng Bari ở miền Nam nước Ý, đánh chìm một số tàu Mỹ - trong số đó có tàu John Harvey chở khí mù tạt. Sự hiện diện của khí mù tạt đã được phân loại cao và theo tài khoản của quân đội Hoa Kỳ, "Sáu mươi chín cái chết được cho là do khí mù tạt toàn bộ hoặc một phần, hầu hết trong số họ là thủy thủ thương gia Mỹ" trong số 628 thương vong quân sự do khí mù tạt.[Navy 2006][Niderost] Vụ việc được giữ bí mật vào thời điểm đó và trong nhiều năm. Sau chiến tranh, cả Hoa Kỳ đều tham gia các cuộc đàm phán kiểm soát vũ khí liên quan đến vũ khí hóa học và tiếp tục dự trữ chúng, cuối cùng vượt quá 30.000 tấn vật liệu.

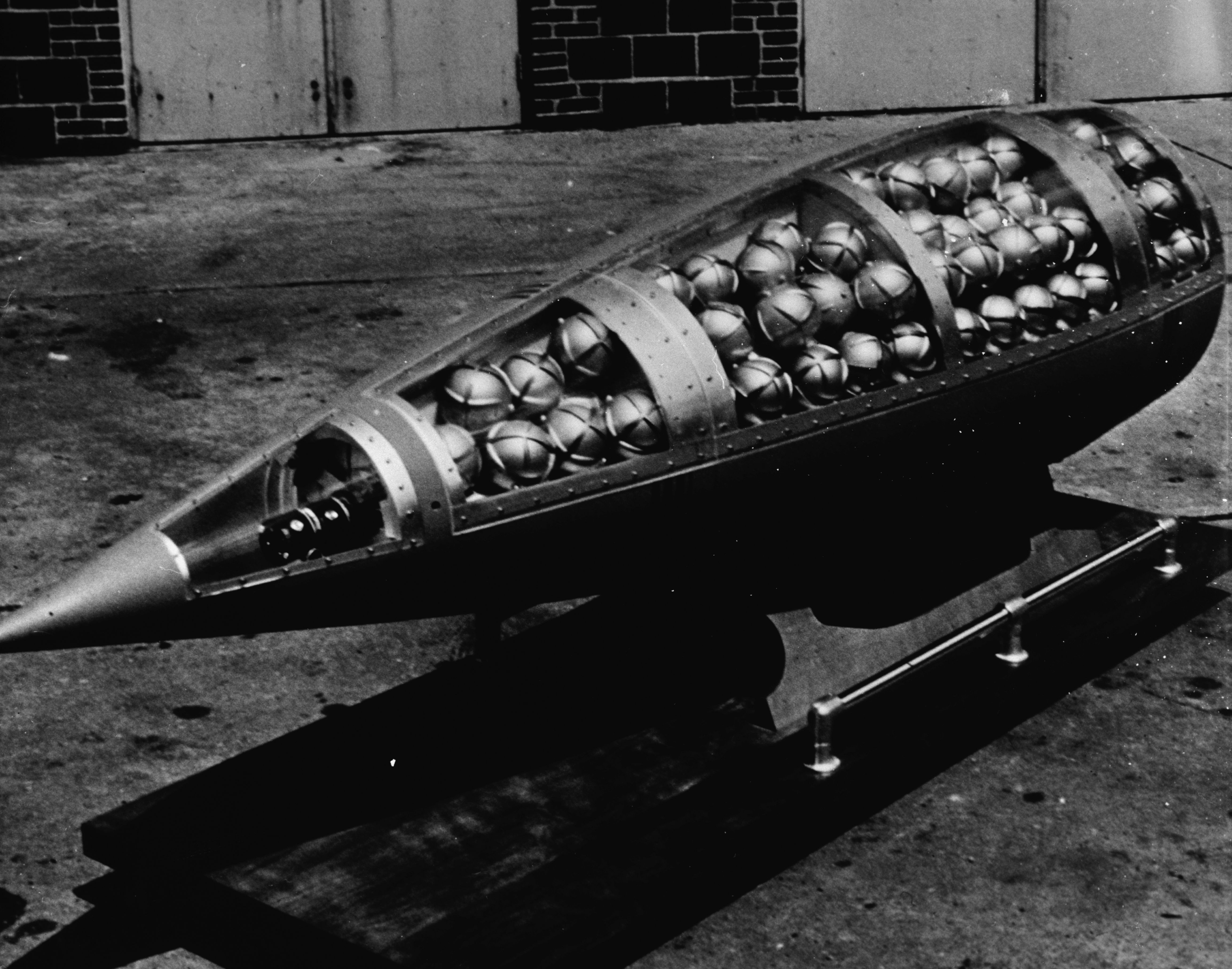
Mặt cắt đầu đạn của tên lửa Honest John, cho thấy các quả bom nhỏ M134 Sarin (ảnh 1960).

Sau chiến tranh, tất cả các nước phe Đồng minh đều theo đuổi nghiên cứu sâu hơn về ba chất độc thần kinh mới do Đức Quốc xã phát triển: tabun, sarin và soman. Trong những thập kỷ tiếp theo, hàng nghìn tình nguyện viên quân đội Mỹ đã tiếp xúc với các tác nhân hóa học trong các chương trình thử nghiệm thời chiến tranh Lạnh, cũng như trong các vụ tai nạn. (Năm 1968, một vụ tai nạn như vậy đã giết chết khoảng 6.400 con cừu khi một đặc vụ trôi dạt ra khỏi Dugway Proving Ground trong một cuộc thử nghiệm.) Hoa Kỳ cũng đã điều tra một loạt các tác nhân hóa học có thể không gây chết người, làm mất năng lực hành vi tâm thần bao gồm các chất kích thích gây ảo giác như LSD và các dẫn xuất cần sa, cũng như một số thuốc kháng cholinergic glycolate. Một trong những hợp chất kháng cholinergic, 3-Quinuclidinyl benzilate, được gán mã BZ của NATO và được vũ khí hóa vào đầu những năm 1960 để có thể sử dụng trên chiến trường. Cáo buộc sử dụng các tác nhân hóa học của Hoa Kỳ trong cuộc xung đột Triều Tiên (1950–1953) vẫn chưa rõ liệu Hoa Kỳ có sử dụng nó hay không.
Cuối năm 1969, Tổng thống Richard Nixon đơn phương từ bỏ việc sử dụng vũ khí hóa học lần đầu tiên (cũng như tất cả các phương pháp chiến tranh sinh học). Ông cũng đã ban hành một sắc lệnh đơn phương ngừng sản xuất và vận chuyển vũ khí hóa học vẫn còn hiệu lực. Từ năm 1967 đến năm 1970 trong Chiến dịch CHASE, Hoa Kỳ đã loại bỏ vũ khí hóa học bằng cách đánh chìm những con tàu chở đầy vũ khí ở Đại Tây Dương. Hoa Kỳ bắt đầu nghiên cứu các phương pháp xử lý vũ khí hóa học an toàn hơn vào những năm 1970, tiêu hủy hàng nghìn tấn khí mù tạt bằng cách đốt và gần 4.200 tấn chất độc thần kinh thông qua trung hòa hóa học.
Hoa Kỳ tham gia Nghị định thư Geneva năm 1975 (đồng thời phê chuẩn Công ước Vũ khí Sinh học). Đây là hiệp ước quốc tế có hiệu lực đầu tiên về vũ khí hóa học mà Hoa Kỳ là thành viên. Việc cắt giảm kho dự trữ bắt đầu từ những năm 1980, với việc loại bỏ một số loại vũ khí lỗi thời và phá hủy toàn bộ kho BZ bắt đầu từ năm 1988. Năm 1990, việc tiêu hủy các tác nhân hóa học được lưu trữ trên Đảo san hô Johnston ở Thái Bình Dương bắt đầu, bảy năm trước khi Công ước Vũ khí Hóa học (CWC) có hiệu lực.Năm 1986, Tổng thống Ronald Reagan bắt đầu dỡ bỏ kho dự trữ vũ khí hóa học của Hoa Kỳ khỏi Đức. Năm 1991, Tổng thống George H. W. Bush đơn phương cam kết Hoa Kỳ tiêu hủy tất cả vũ khí hóa học và từ bỏ quyền trả đũa bằng vũ khí hóa học.
Năm 1993, Hoa Kỳ đã ký CWC, trong đó yêu cầu tiêu hủy tất cả các tác nhân vũ khí hóa học, hệ thống phân tán, cơ sở sản xuất vũ khí hóa học trước năm 2012. Cả Nga và Hoa Kỳ đều bỏ lỡ thời hạn gia hạn của CWC là tháng 4 năm 2012 để tiêu hủy tất cả vũ khí hóa học của họ. Hoa Kỳ đã phá hủy 89,75% kho dự trữ ban đầu gần 31.100 tấn chất độc thần kinh và mù tạt theo các điều khoản của hiệp ước. Việc tiêu hủy vũ khí hóa học được nối lại vào năm 2015 và dự kiến hoàn thành vào năm 2023. Kho dự trữ cuối cùng của Hoa Kỳ là tại Blue Grass Army Depot ở Kentucky.